# Серно-Соловьевич, Елена Михайловна
Елена Михайловна Серно-Соловьевич (по мужу Потёмкина; 1860, Варшава — после 1921, Петроград) — оперная певица (сопрано) и музыкальный педагог.

## Биография
Елена Серно-Соловьевич родилась 17 (29) октября 1860 года; отец будущей певицы занимал должность инспектора Варшавского университета. Окончив гимназию, в возрасте 17 лет она поступила в Петербургскую консерваторию, педагоги: А. Полякова-Хвостова, К. Эверарди, Г. Ниссен-Саломан.
По окончании учёбы в 1882 году Елена Михайловна Серно-Соловьевич была принята солисткой в Мариинский театр.
В 1886 году, удачно дебютировав в партии Маргариты Валуа (опера «Гугеноты» Дж. Мейербера), поступила солисткой в московский Большой театр, где проработала до 1888 года.
Среди оперных партий:
- «Гугеноты» Дж. Мейербера — Маргариты Валуа'
- «Жизнь за царя» М. Глинки — Антонида'
- «Севильский цирюльник» Дж. Россини — Марцелина/Берта

По большей части занималась преподавательской работой. Вернувшись из Москвы в Петербург, с 1903 по 1906 год преподавала сольное пение в Петербургской консерватории, затем на курсах музыкального образования «Поллак». В 1911 она организовала Музыкально-драматические оперные курсы.
В 1921 году Елена Михайловна Потёмкина работала в Порхове. Дальнейшая жизнь певицы неизвестна.
Среди её учеников: С. Д. Масловская, М. М. Матвеева-Вейнбергер, драматические актёры В. И. Качалов, Е. И. Тиме.